# Supercoppa ucraina 2017 (pallavolo maschile)
La Supercoppa ucraina 2017 si è svolta il 15 ottobre 2017: al torneo hanno partecipato due squadre di club ucraine e la vittoria finale è andata per la prima volta alla Lokomotyv Charkiv.

## Regolamento
Le squadre hanno disputato una gara unica.

## Squadre partecipanti
| Squadra           | Qualificazione                       | Ultima partecipazione   |
| ----------------- | ------------------------------------ | ----------------------- |
| Lokomotyv Charkiv | Vincitrice Superliha 2016-17         | Supercoppa ucraina 2016 |
| Barkom-Kažany     | Vincitrice Coppa d'Ucraina 2016-2017 | Supercoppa ucraina 2016 |

## Torneo
| 15 ottobre 2017 Palazzo Budivel'nyk, Čerkasy Durata: ? - Spettatori: ? | Lokomotyv Charkiv | 3 - 0 | Barkom-Kažany | 25-17, 25-17, 25-19 |